# Ashikaga Yoshimochi
En aquest nom japonès, el cognom és Ashikaga.
Ashikaga Yoshimochi (足利 義持, 12 de març del 1386 - 3 de febrer del 1428) va ser el quart shogun del shogunat Ashikaga i va governar entre 1394 i el 1423 al Japó. Va ser fill del tercer shogun Ashikaga Yoshimitsu.
Amb només vuit anys va agafar el títol que va heretar del seu pare quan aquest va abdicar, tot i que va estar durant forces anys manejat pel seu pare que era qui veritablement tenia el poder. Quan el seu pare va morir el 1408 va poder consolidar el seu poder com a shogun.
El 1423 va abdicar i va ser succeït pel seu fill, el cinquè shogun Ashikaga Yoshikazu; va morir cinc anys més tard.